# NGC 5577
NGC 5577 est une galaxie spirale située dans la constellation de la Vierge. Sa vitesse par rapport au fond diffus cosmologique est de 1 736 ± 18 km/s, ce qui correspond à une distance de Hubble de 25,6 ± 1,8 Mpc (∼83,5 millions d'al). NGC 5577 a été découverte par le physicien irlandais George Stoney en 1849.
La classe de luminosité de NGC 5577 est II-III et elle présente une large raie HI. Elle renferme également des régions d'hydrogène ionisé.
À ce jour, une quinzaine de mesures non basées sur le décalage vers le rouge (redshift) donnent une distance de 22,320 ± 3,869 Mpc (∼72,8 millions d'al), ce qui est à l'intérieur des valeurs de la distance de Hubble. Cependant, cette galaxie est relativement rapprochée du Groupe local. On obtient souvent des distances assez différentes pour les galaxies rapprochées en se basant sur le décalage en raison du mouvement propre de ces galaxies dans le groupe où l'amas où elles sont situées. Cette valeur est peut-être plus près de la distance réelle de cette galaxie. Notons que c'est avec la valeur moyenne des mesures indépendantes, lorsqu'elles existent, que la base de données NASA/IPAC calcule le diamètre d'une galaxie.

## Groupe de NGC 5566
Selon A. M. Garcia, NGC 5577 fait partie du groupe de NGC 5566 qui compte au moins six membres. Les cinq autres galaxies de la liste de Garcia sont NGC 5560, NGC 5566, NGC 5569, NGC 5574 et NGC 5576.
Sur le site « Un Atlas de l'Univers », Richard Powell mentionne aussi le groupe de NGC 5566, avec les mêmes six galaxies que celles de la liste de Garcia à laquelle il ajoute la galaxie UGC 9215. Ce groupe est également mentionné par Abraham Mahtessian, mais la galaxie NGC 5569 n'en fait étonnamment pas partie. Cependant, la galaxie UGC 9215 s'y trouve avec la désignation 1420+0157, une abréviation non conventionnelle et malheureuse pour CGCG 1420.90157.